# Базарська сільська рада (Чортківський район)
База́рська сільська́ ра́да — колишня адміністративно-територіальна одиниця та орган місцевого самоврядування в Чортківському районі Тернопільської області. Адміністративний центр — с. Базар.

## Загальні відомості
Базарська сільська рада утворена в 1939 році.
- Територія ради: 22,639 км²
- Населення ради: 994 особи (станом на 2001 рік)
- Територією ради протікає річка Джуринка

## Населені пункти
Сільській раді були підпорядковані населені пункти:
- с. Базар

## Історія
Перша сільська рада в Базарі утворена у вересні 1939 року.
У квітні 1944 року сільська рада після німецької окупації відновила свою діяльність.
Документи за 1944—1946 роки були спалені.
26 листопада 2020 року увійшла до складу Білобожницької сільської громади.

## Географія
Базарська сільська рада межувала з Палашівською, Шульганівською, Нагірянською сільськими радами — Чортківського району, Буряківською сільською радою — Заліщицького району, та Язлівецькою сільською радою — Бучацького району.

## Об'єкти природно-заповідного фонду
У віданні сільської ради перебуває гідрологічна пам'ятка природи Семенів потік.

## Склад ради

### Керівний склад попередніх скликань

#### Голови ради
| Прізвище, ім'я, по батькові | Основні відомості | Дата обрання | Дата звільнення |
| --------------------------- | ----------------- | ------------ | --------------- |
| Бадлюк Михайло Іванович     | Сільський голова  | 1990         | травень 1993    |
| Дутка Іван Сильвестрович    | Сільський голова  | травень 1993 | 1994            |
| Дутка Іван Сильвестрович    | Сільський голова  | 1994         | 1998            |
| Дутка Іван Сильвестрович    | Сільський голова  | 1998         | 2002            |
| Мотузишин Іван Миколайович  | Сільський голова  | 2002         | 2006            |
| Мотузишин Іван Миколайович  | Сільський голова  | 26.03.2006   | 31.10.2010      |
| Гузік Ярослав Юрійович      | Сільський голова  | 31.10.2010   | 25.10.2015      |
| Тацій Надія Антонівна       | Сільський голова  | 25.10.2015   | 26.12.2020      |

Примітка: таблиця складена за даними сайту Верховної Ради України та Архівного відділу Чортківської РДА

#### Секретарі ради
| Прізвище, ім'я, по батькові | Основні відомості | Дата обрання | Дата звільнення |
| --------------------------- | ----------------- | ------------ | --------------- |
| Сорочук Марія Володимирівна | Секретар          | 1990         | 1994            |
| Сорочук Марія Володимирівна | Секретар          | 1994         | 1998            |
| Сорочук Марія Володимирівна | Секретар          | 1998         | 2002            |
| Сорочук Марія Володимирівна | Секретар          | 2002         | 2006            |
| Сорочук Марія Володимирівна | Секретар          | 2006         | 2010            |
| Сорочук Марія Володимирівна | Секретар          | 2010         | 2015            |
| Сорочук Марія Володимирівна | Секретар          | 2015         | 2020            |

Примітка: таблиця складена за даними Архівного відділу Чортківської РДА

### Депутати

#### VII скликання
За результатами місцевих виборів 2015 року депутатами ради стали:
1. Коршняк Андрій Іванович
2. Гнатьо Василь Петрович
3. Холоднюк Марія Анатоліївна
4. Якибчук Борис Любомирович
5. Кардинал Микола Васильович
6. Боднар Іван Миколайович
7. Корнак Іван Петрович
8. Сорочук Марія Володимирівна
9. Турчак Ганна Володимирівна
10. Василишин Ганна Володимирівна
11. Конет Михайло Антонович
12. Стрілецький Петро Михайлович

#### VI скликання
За результатами місцевих виборів 2010 року депутатами ради стали:
1. Євчук Микола Михайлович
2. Босяк Надія Богданівна
3. Бойчук Дмитро Ігорович
4. Боднар Іван Миколайович
5. Білецька Ганна Василівна
6. Коршняк Андрій Іванович
7. Тацій Галина Йосипівна
8. Сорочук Марія Володимирівна
9. Турчак Ганна Володимирівна
10. Дутка Петро Іванович
11. Малетич Василь Богданович
12. Бровко Петро Анатолійович
13. Богач Борис Михайлович
14. Дутка Володимир Іванович
15. Маланчук Оксана Петрівна

#### V скликання
За результатами місцевих виборів 2006 року депутатами ради стали:
1. Гузік Юрій Ярославович
2. Бровко Петро Анатолійович
3. Шайнюк Петро Несторович
4. Боднар Іван Миколайович
5. Білецька Ганна Василівна
6. Коршняк Андрій Іванович
7. Бариський Михайло Петрович
8. Сорочук Марія Володимирівна
9. Турчак Микола Петрович
10. Дутка Петро Іванович
11. Трач Іван Федорович
12. Дутка Іван Сильвестрович
13. Романюк Олексій Миколайович
14. Мотуз Михайло Іванович
15. Гузік Ярослав Юрійович

#### IV скликання
За результатами місцевих виборів 2002 року депутатами ради стали:
1. Карабін Слава Михайлівна
2. Паламар Василь Васильович
3. Баськевич Михайло Миколайович
4. Бариський Михайло Петрович
5. Ділецька Ганна Василівна
6. Бариський Михайло Іванович
7. Гель Іван Павлович
8. Сорочук Марія Володимирівна
9. Кардинал Євстахій /Микола Дмитрович
10. Мотуз Василь Іванович
11. Трач Іван Федорович
12. Гінда Олександра Антонівна
13. Скріль Іван Ількович
14. Якибчук Борис Любомирович
15. Гузік Ярослав Юрійович

#### III скликання
За результатами місцевих виборів 1998 року депутатами ради стали:
1. Карабін Слава Михайлівна
2. Шайнюк Петро Несторович
3. Федорик Микола Іванович
4. Бариський Михайло Петрович
5. Білецька Ганна Василівна
6. Козак Петро Павлович
7. Бариський Захарій Онуфрійович
8. Сорочук Марія Володимирівна
9. Тивоняк Микола Васильович
10. Пронюк Ганна Антонівна
11. Чикалюк Микола Іванович
12. Мазур Михайло Іванович
13. Романюк Олексій Миколайович
14. Якибчук Борис Любомирович
15. Євчук Микола Михайлович

#### II скликання
За результатами місцевих виборів 1994 року депутатами ради стали:
1. Мазур Михайло Іванович
2. Коршняк Іван Іванович
3. Бариський Михайло Іванович
4. Поперечний Степан Миколайович
5. Бариський Захарій Онуфрійович
6. Сорочук Марія Володимирівна
7. Матвіїв Петро Богданович
8. Бариський Іван Петрович
9. Кріль Марія Іванівна
10. Скріль Іван Ількович
11. Гузік Ярослав Юрійович

#### I скликання
За результатами місцевих виборів 1990 року депутатами ради стали:
1. Гінда Олександра Антонівна
2. Кріль Марія Іванівна
3. Мотузишин Федір Миколайович
4. Сорочук Марія Володимирівна
5. Боднар Микола Степанович
6. Поперечний Степан Миколайович
7. Овод Марія Дмитрівна
8. Боднар Дмитро Миколайович
9. Андрусик Микола Федорович
10. Конет Михайло Антонович
11. Дутка Петро Іванович
12. Кульчицький Павло Васильович
13. Дутка Іван Сильвестрович
14. Келичава Степан Іванович
15. Бадлюк Михайло Іванович